# 王国忠 (1958年)
王国忠（1958年3月—），男，浙江宁波人，中华人民共和国政治人物。

## 生平
1980年，毕业于台州学院中文专业。1986年6月加入中国共产党。2005年5月，代任玉环县县长。2006年2月，正式担任。2011年，调任中共台州市委副秘书长、市委办公室主任。2015年，改任中共台州市委办公室调研员。